# Кидариты
Кидариты или Кидара-хуны ираноязычная династия, отождествляемая с хионитами, которая правила Бактрией, Согдом и Южной Азией в IV—V вв. Кидариты принадлежали к конгломерату племён известных как хуны в Индии и Европе. Кидариты продвигались на юго-запад с промежутка гор Алтая и Восточного Туркестана.

## Происхождение
В V веке византийские историки называли их «кидаритские хунны или хунны, которые кидариты».
Кидариты мигрировали в Согд из Алтая в IV веке и сочетали в себе европеоидные и монголоидные признаки.
Согласно БРЭ, кидариты входили в число ираноязычных народов.
Тюркский компонент присутствовал в составе племён кидаритов в IV—V веках. На печати кидаритов, сделанной в V веке в Самарканде есть бактрийская надпись, содержащая титул правителя: «Оглар хун», тюркского происхождения.
Кидариты упоминаются в числе племён хуна, отождествляемыми с так называемыми иранскими гуннами. Существуют версии, связывающие хуна с хуннами. Джеральд Ларсон предполагал, что хуна были этнической группой тюрко-монгольского происхождения родом из Центральной Азии.
Н. В. Пигулевская полагала, что хиониты, кидариты и эфталиты принадлежали одному этническому типу с различными племенными названиями. В отношении данных народов существуют иранская, гуннская, тюркская, монгольская, тюрко-монгольская и другие версии происхождения.

## История
В 360—370 годах образовалось кидаритское государство в Бактрии. Затем в 390—410 годах кидариты захватили северо-восточную Индию, где они заменили остатки кушан.
В китайской хроники «Вэй Ши» (цзюань 97) в сообщении о Больших Юэчжах отмечено, что они осели в городе Шэняньши (剩鹽氏) где-то на западе от Балха. Там на них стали нападать жужани. Юэчжи переселились (в 420 году) на 2100 ли на запад от Балха в город Боло (薄羅 Нахшаб) и стали соседами хионитов. Там у них появился государь по имени Цидоло (寄多羅, старинное чтение kè-tā-lā, иероглифическая запись Кидара), он пересёк горы и вторгся в Индию, где завоевал пять государств севернее Гандхары.
Во 2-й половине V века на сцену выходит новое государство — династия эфталитов, включающие в себя территории хионитов и кидаритов, и становится самым большим государством в Центральный Азии до 60-х годов VI века.
По мнению Д. С. Дугарова, эфталиты имели свое второе национальное имя кидариты, которое произошло от имени их царя Кидара. Об обычае превращать имена предводителей и предков в этноним кочевых племён отмечали и китайские хронисты.
Кидариты были разгромлены хуннами-алхонами, правителем которых в середине V века был Хингила.

## Правители
- Кидара (Цидоло) (ок. 412 — 37)
- Потомки Кидары (кидариты) правили до ок. 500[23]
- Пори
- Варахран